# Miłość Grace
Miłość Grace (ang. For the Love of Grace) – amerykański telewizyjny film obyczajowy z 2008 roku. 

## Opis fabuły
Grace Harding jest pisarką. Pracuje w wydawnictwie, gdzie pisze poradniki i felietony. Wspólnie z narzeczonym, Cliffem, planują datę ślubu. Pewnego dnia w domu Grace wybucha pożar. Przechodzący niedaleko Steve, były strażak, zauważa ogień i wynosi kobietę z płomieni. Kiedy kobieta opuszcza szpital, pragnie osobiście podziękować wybawcy. Znajomość przeradza się w głębsze uczucie.

## Obsada
- Mark Consuelos (Steve Lockwood),
- Chandra West (Grace Harding),
- Corbin Bernsen (kapitan Washington),
- Ennis Esmer (Frank Lockwood),
- Cara Pifko (Jen),
- Kevin Jubinville (Cliff),
- Stephanie Mills (Michelle